# 晋攻戎狄之戰
晋攻戎狄之戰，是指晋国受封以來，與戎狄潞國、廧咎如等各部所發生的一系列戰爭。

## 概述
晉穆侯七年（前805年），晉穆侯隨周宣王伐條戎、奔戎並最終獲勝。
晋穆侯十年（前802年），晋国伐千亩之戎，取得胜利。
晋獻公五年（前672年），獻公滅驪戎，出兵前占卜得出「齒牙為禍」，戰後獻公得到驪姬及驪姬之妹少姬。晋獻公十七年（前660年），晋國太子申生攻滅東山狄。晋献公二十五年（前652年）春，晋獻公派里克率師攻狄，於採桑大敗狄軍。至夏季，狄人為報復採桑之戰，發兵伐晋。
晉惠公七年（公元前644年）秋，狄人乘去年晋國敗於秦國之機，出兵侵晋，攻克狐廚、受鐸二邑，兵鋒南抵汾河，又攻占汾河南岸的昆都。
晉文公七年（公元前632年），晋國於上中下三軍之外又設立三軍，用來防備狄人。晉文公十年（公元前629年），晋國於清原舉行閱兵，並設五軍防備狄人。晉文公十二年（公元前627年），狄人侵晋，文公率師還擊，6月26日，晋師於箕擊敗狄人，先軫戰死，郤缺俘獲白狄首領。
晋成公五年（公元前602年）秋，赤狄侵晋，至向陰，割取當地禾物而還。
晋景公二年（公元前598年）秋，郤缺遣使與狄人講和，狄人各部因為受到潞氏的壓力，於是向晋國臣服，晋景公與狄人首領在欑函會盟。晋景公四年（公元前596年）秋，赤狄侵晋，至清邑。同年冬，先縠勾結赤狄事發，被追究翟人攻打晉國和邲地失敗的責任，先縠及其族人全部被處死。
晋景公六年（公元前594年），赤狄潞氏的權臣酆舒專政，潞子嬰兒的夫人（晋景公的姊姊）被殺，景公不滿，令荀林父率師攻潞，5月20日，晋軍於曲梁之戰大敗狄人，5月28日，晋軍消滅潞國並俘獲其國君“嬰兒”。酆舒逃往衛國，然被衛國送往晋國，後被殺。6月28日，晋景公駐軍於稷，繼續吞併更多的狄人地區。
晋景公七年（公元前593年）正月，隨會出兵消滅赤狄的甲氏、留吁兩部。
晋景公十二年（公元前588年）秋，晋景公派郤克與衛國聯手攻滅赤狄餘眾廧咎如。
晉厲公二年（公元前579年）秋，狄人乘宋國舉辦弭兵之會時入侵晋國，晋軍出擊，於交剛打敗狄軍。
晉悼公四年（公元前569年）冬，無終氏國君嘉父遣使孟樂來晋。同年，晉悼公在魏絳的建議下，施行和戎政策，派遣魏絳與無終氏會盟。
晉平公十三年（公元前545年）夏，基於去年第二次弭兵之會的規定：「晉的僕從國要朝貢楚國，而楚的僕從國要朝貢晉國」，白狄與齊、陳、蔡、北燕、杞、胡、沈諸國國君朝貢晉國。晉平公十七年（公元前541年）六月，荀吳率領晉軍於太原與無終氏及群狄交戰，魏舒向荀吳建議將戰車兵改為步兵，荀吳採納了他的建議，結果大敗狄軍。
晉昭公二年（公元前530年），晉國卿大夫荀吳假扮會同齊國軍隊，借道鮮虞進入鼓國都城昔陽（今河北省晉縣西），但並沒有滅掉鼓國。同年八月，晉軍消滅了肥國（在今河北省藁城縣一帶），俘虜其君綿皋，肥國地域歸屬晉國。
晉昭公五年（公元前527年）秋，荀吳再率晉軍攻打鼓國，俘虜國君鳶鞮，使鼓國成為晉國的屬國。
晉定公十六年（公元前496年），析成鮒、小王桃甲乘晋國中行氏之亂，率狄師侵晋，大戰絳中，兵敗而退，析成鮒逃奔周王畿，小王桃甲逃入中行氏控制下的朝歌。

## 備註
1. ↑  三家滅智氏後，再沒有相關戰爭的記載
2. ↑  白光琦《晋之始封岁在大火解说》，該文指出唐叔受封於公元前1027年，同時認為武王滅商發生於公元前1044年
3. ↑  《農業類型的演變與戎狄族群的興起》指出「晚商以前北方地區皆為華夏族群的活動地域，所謂『戎狄』族群應當是下一歷史階段里從華夏族群中分裂出去的一部分，因此，華夏與戎狄在血緣上本亦同源」
4. ↑  林沄《戎狄非胡論》指出先秦時期的戎狄各部與後世匈奴、鮮卑、突厥、蒙古等草原民族並沒有任何關係